# Henry Kaiser
Henry Kaiser (Oakland, 19 settembre 1952) è un chitarrista e compositore statunitense.

## Biografia
Originario della California, è nipote dell'industriale Henry John Kaiser.
Nel 1977 ha fondato l'etichetta discografica Metalanguage Records con  il sassofonista jazz Larry Ochs. Nel 1979 ha registrato e pubblicato l'album With Friends Like These con Fred Frith. Ha collaborato poi con Fred Frith per oltre vent'anni. 
Con Fred Frith, Richard Thompson e John French ha fatto parte di un gruppo chiamato French Frith Kaiser Thompson, che ha pubblicato due album, ovvero Live, Love, Larf & Loaf (1987) e Invisible Means (1990). Nel 1999 con Frith pubblica la raccolta Friends & Enemies.
Nel 1991 si reca in Madagascar con il musicista David Lindley. I due registrano musica malgascia poi pubblicata in tre volumi. Successivamente, nel 1994, fecero un viaggio simile in Norvegia registrando musica in due volumi.
Dal 1998 collabora con il trombettista Wadada Leo Smith in un progetto che tributa la musica di Miles Davis. Questa collaborazione ha coinvolto musicisti provenienti dal mondo del rock (Nels Cline, Mike Keneally, Steve Smith), del jazz (Greg Osby, John Tchicai), della musica sperimentale (John Medeski, Elliott Sharp) e della musica classica indiana (il suonatore di tabla Zakir Hussain).
Kaiser è apparso in oltre 300 album e ha composto le colonne sonore di decine di produzioni televisive e cinematografiche, tra cui quella del film Encounters at the End of the World (2007).
Nel 2001 ha trascorso circa due mesi e mezzo in Antartide con una borsa di studio del National Science Foundation Antarctic Artists and Writers Program. Successivamente vi è tornato per altre visite lavorando come ricercatore subacqueo. Il suo lavoro di ripresa subacquea è stato inserito in due film diretti da Werner Herzog, ovvero L'ignoto spazio profondo (The Wild Blue Yonder, 2005) e Encounters at the End of the World (2007). In qualità di coproduttore di quest'ultimo film, è stato candidato all'Oscar al miglior documentario ai Premi Oscar 2009.